# Graf-Wilhelm-Platz
Der Graf-Wilhelm-Platz ist ein zentraler Platz in der Solinger Innenstadt. Der Platz trägt seit 1937 den Namen Wilhelms II. von Berg, der Solingen am 23. Februar 1374 die Stadtrechte verlieh. Auf ihm befindet sich ferner die mit rund 30.000 Fahrgästen und 1.200 Oberleitungsbus- und Omnibus-Fahrten täglich mit Abstand meistfrequentierte Haltestelle der Stadt.

## Lage und Beschreibung

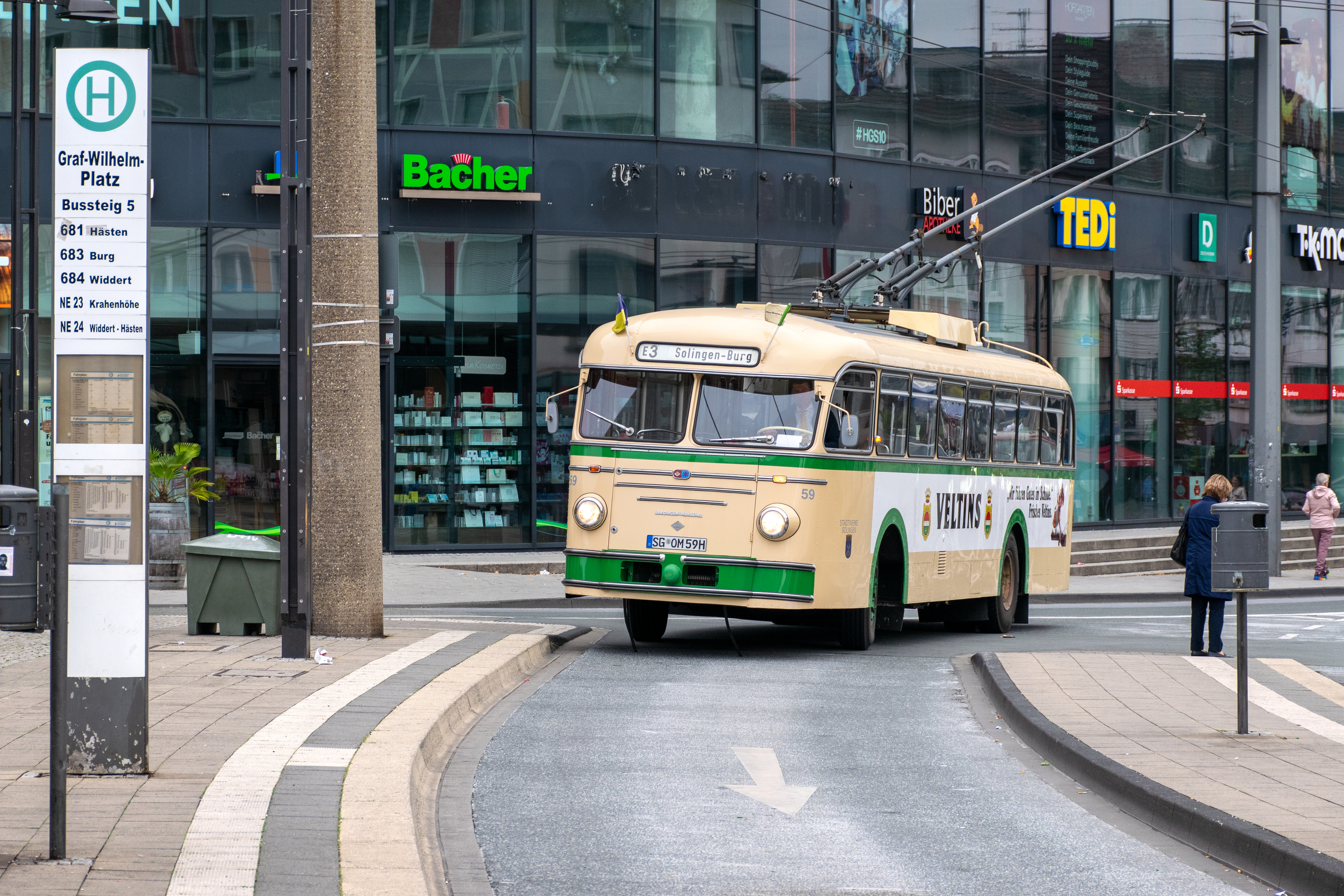
Historischer O-Bus auf dem Graf-Wilhelm-Platz

Der Graf-Wilhelm-Platz liegt in Solingen-Mitte zwischen dem Alten Markt im Osten, dem Einkaufszentrum Hofgarten Solingen im Norden, dem Neumarkt im Westen und dem ehemaligen Gleisdreieck der früheren Straßenbahn, der heute meist simpel Dreieck genannten Weggabelung im Süden an der Kölner Straße. In der Mitte des heutigen Kreisverkehrs befindet sich die Stahlskulptur Dreieck (2007) des Künstlers Helmut Hecht.
Den Mittelpunkt der Haltestellenanlage bildet eine überdachte Sichel, an der die Dieselbusse der Stadtwerke Solingen halten. Für die Oberleitungsbusse sind die Haltestellen an den Rändern vorbehalten. Der Platz ist für den Individualverkehr weitgehend gesperrt, lediglich die Durchfahrt vom Dreieck in Richtung Mühlenplatz ist möglich, der vom Mühlenplatz kommende Verkehr wird über die Bergstraße umgeleitet.

## Geschichte

### Anfänge
Bereits mit Inbetriebnahme der Straßenbahn Solingen 1897 entwickelte sich die Haltestelle an der Kölner Straße, Ecke Neumarkt, – am späteren Graf-Wilhelm-Platz –  zur bedeutendsten Haltestelle des Liniennetzes. 1928 wurde das sogenannte Gleisdreieck (kurz Dreieck) zwischen Kölner Straße und Ufergarten fertiggestellt. In diesem Bereich wurde 1936 auch der zentrale Autobusbahnhof in Betrieb genommen, zeitgleich mit der Inbetriebnahme einer ersten eigenen städtischen Autobuslinie über Mangenberg und Ohligs zum Engelsberger Hof. Mit der Übernahme von mehreren zuvor privaten Autobuslinien 1938 füllte sich der Busbahnhof zunehmend, darunter die Krankenhauslinie am Städtischen Klinikum vorbei (heute 692). Im Jahre 1937 erhielt der Platz zwischen Neumarkt und Dreieck die offizielle Bezeichnung Graf-Wilhelm-Platz.

### Nachkriegszeit
Die Solinger Altstadt wurde durch je einen Luftangriff am 4. und 5. November 1944 beinahe vollständig zerstört, darunter auch der Graf-Wilhelm-Platz, an deren Rand nur das Haus Tückmantel und das Haus Quabeck noch erhalten blieben. Unmittelbar nach dem Zweiten Weltkrieg wurde zunächst notdürftig das schwer beschädigte Straßenbahnnetz wieder in Betrieb genommen. Der Wiederaufbau der Innenstadt erfolgte erst in den 1950er Jahren. Um dem zunehmenden Autoverkehr mehr Platz einzuräumen, wurden viele Straßenzüge verbreitert, so auch am Graf-Wilhelm-Platz. Der Platz wurde in diesem Zuge in den 1950er Jahren erweitert, mit einer Wartehalle und einer architektonisch anspruchsvollen Verkehrsleitzentrale im Wiederaufbaustil ausgestattet.
Aufgrund der massiven Kriegsschäden am veralteten, eingleisigen Schienennetz entschied die Stadt Solingen sich für die Umstellung der Straßenbahn auf einen Oberleitungsbusbetrieb. Die erste O-Bus-Linie nahm 1952 ihren Betrieb auf, die letzte Straßenbahn verkehrte 1959 über den Graf-Wilhelm-Platz nach Burg. Der Platz blieb auch nach Umstellung auf den Oberleitungsbus der zentrale Umsteigepunkt in der Solinger Innenstadt.
Das nach dem Krieg 1949 am Neumarkt errichtete, große Monopol-Kino wurde 1968 geschlossen und das Gebäude gesprengt. Mit dem anschließend an gleicher Stelle errichteten Karstadt-Warenhaus mit Turmhotel nach Plänen des Architekten Kurt Baden erhielt auch der angrenzende Graf-Wilhelm-Platz ein neues Gesicht. Die unter dem Platz angelegte Turmpassage war eine der größten unterirdischen Einkaufspassagen Deutschlands und erfreute sich großer Beliebtheit. Im Jahre 1976 wurden der Graf-Wilhelm-Platz samt Neumarkt umgestaltet. So wurde die Haltestellenanlage ausgebaut und die Halteplätze der Dieselbusse auf den Neumarkt ausgelagert, so dass dieser für den zuvor dort stattfindenden Wochenmarkt keinen Platz mehr bot und seinerseits ausgelagert werden musste. Die Obus-Haltestellen befanden sich rechts und links der Kölner Straße.

### Seit den 2000er Jahren
Der Graf-Wilhelm-Platz wurde schließlich im Rahmen der Regionale 2006 erneut grundlegend umgestaltet und diesmal für den Individualverkehr weitgehend verkehrsberuhigt. Der Neumarkt wurde wieder zum Marktplatz umfunktioniert und der Wochenmarkt dorthin zurückgeholt. Der Durchgangsverkehr wurde fortan über die Goerdelerstraße umgeleitet. Am 2. August 2008 schloss der Karstadt-Konzern, der in finanziellen Schwierigkeiten steckte, seine Solinger Filiale. Das Turmhotel schloss am 26. Oktober des gleichen Jahres. In der Folge begannen die Planungen des Abrisses des alten Gebäudekomplexes und des Neubaus eines Einkaufszentrums an gleicher Stelle. Nach diversen Verzögerungen begann der Abriss schließlich Mitte 2011, das stadtbildprägende Turmhotel wurde am 18. Dezember 2011 gesprengt. Das Einkaufszentrum Hofgarten eröffnete am 24. Oktober 2013 und prägt seither das Gesicht des Graf-Wilhelm-Platzes.
Die unter dem Graf-Wilhelm-Platz gelegene 1969 eröffnete Turmpassage wurde mit dem Umbau stillgelegt. Zugänge befanden sich an der Kölner Straße, am Ohliger Tor sowie in der Fußgängerzone. Nach dem Bau des neuen Einkaufscenters Hofgarten wurden die restlichen Eingänge zugeschüttet. Ein Eingang an der Kölner Straße, Ecke Kirchstraße (Lage), verblieb als Notausgang. Nach dem Umbau befindet sich heute in einem Teil der ehemaligen Passage ein Ladengeschäft im Untergeschoss des Hofgartens; die Passage wurde als gewöhnliche Ladenfläche in den Hofgarten integriert.

## Öffentlicher Personennahverkehr
Der Graf-Wilhelm-Platz wird von allen sieben Oberleitungsbuslinien sowie den meisten Omnibuslinien der Stadtwerke Solingen (SWS) bedient. Darüber hinaus verkehren auch die CityExpress-Linie 64 der WSW mobil sowie die Linie SB25 und 252 der Wupsi über den Platz.

### Oberleitungsbus
| Linie | Verlauf |
| ----- | --- |
| 681   | Hauptbahnhof – Merscheid – Graf-Wilhelm-Platz – Mitte – Hästen                                                        |
| 682   | Hauptbahnhof – Wald Kirche – Graf-Wilhelm-Platz – Grünewald – Höhscheid-Brockenberg                                   |
| 683   | Wuppertal-Vohwinkel Bf. – Vohwinkel Schwebebahn – Gräfrath – Graf-Wilhelm-Platz – Mitte – Krahenhöhe – Burger Bahnhof |
| 684   | Hasselstraße – Graf-Wilhelm-Platz – Mitte – Schule Widdert                                                            |
| 685   | Graf-Wilhelm-Platz – Klingenhalle – Schmalzgrube – Aufderhöhe                                                         |
| 686   | Aufderhöhe – Schmalzgrube – Mangenberg – Graf-Wilhelm-Platz                                                           |
| 695   | Gräfrath, Abteiweg – Graf-Wilhelm-Platz – Mitte – Halfeshof/Meigen                                                    |

### Omnibus
| Linie | Verlauf |
| ----- | --- |
| CE64  | Graf-Wilhelm-Platz – Wuppertal-Cronenberg – Hahnerberg – Historische Stadthalle (Steinbeck) – Wuppertal Hbf                                                                                               |
| SB25  | Graf-Wilhelm-Platz – Grünewald – Höhscheid – Solingen-Kohlsberg Abzweig – Leichlingen – Leverkusen – Köln Hbf/Breslauer Platz                                                                             |
| 252   | Graf-Wilhelm-Platz – Mitte – Odental/Balkhausen – Witzhelden – Hilgen – Burscheid Busbahnhof |
| 690   | Graf-Wilhelm-Platz – Freiligrathstraße – Botanischer Garten – Wald Kirche – Wittkuller Straße – Eschbach Graf-Wilhelm-Platz – Freiligrathstraße – Botanischer Garten – Wald Kirche – Ittertal – Obenitter |
| 692   | Graf-Wilhelm-Platz – Halfenweiherplatz – Wald Kirche – Ittertal – Haan Markt |
| 693   | Graf-Wilhelm-Platz – Vogelsang – Fuhr – Wald Kirche – Humboldtschule – Merscheid – Am Frühling – Aufderhöhe                                                                                               |
| 696   | Graf-Wilhelm-Platz – Stübchen – Hossenhaus – Obenkatternberg – Untenkatternberg |
| 697   | Graf-Wilhelm-Platz – Mitte – Schule Widdert – Rüden |
| 698   | Graf-Wilhelm-Platz – Wupperstraße – Siedlung Kannenhof |
| 699   | Graf-Wilhelm-Platz – Grünewald – Höhscheid-Brockenberg – Kohlsberg |
| NE21  | Graf-Wilhelm-Platz – Mangenberg – Merscheid – Hauptbahnhof – Ohligs Markt – Schützenplatz – Hauptbahnhof                                                                                                  |
| NE22  | Graf-Wilhelm-Platz – Vogelsang – Fuhr – Wald Kirche – Hauptbahnhof |
| NE23  | Wuppertal-Vohwinkel Bf. – Vohwinkel Schwebebahn – Gräfrath – Graf-Wilhelm-Platz – Mitte – Krahenhöhe |
| NE24  | Hasselstraße – Graf-Wilhelm-Platz – Mitte – Schule Widdert |
| NE25  | Hauptbahnhof – Aufderhöhe – Merscheid – Graf-Wilhelm-Platz – Grünewald – Höhscheid |
| NE28  | Graf-Wilhelm-Platz – Wupperstraße – Siedlung Kannenhof |